# Herr Ouine
Herr Ouine (franska: Monsieur Ouine) är en roman från 1943 av den franske författaren Georges Bernanos. Den handlar om en pensionerad språklärare som slår sig ned i en by i norra Frankrike, och sedan omgärdas av mystiska dödsfall och andra besynnerliga händelser. Herr Ouine har sitt ursprung i en själslig kris Bernanos genomled i början av 1930-talet, då han funderade på hur nihilism och förtvivlan leder till ondska. Boken tog nio år att skriva och författaren betraktade den som sitt mest ambitiösa verk. Handlingen är medvetet tvetydig och i vissa partier osammanhängande, då Bernanos menade att ondskan är just osammanhängande, och ville reflektera detta i boken. Boken gavs ut på svenska 1951 i översättning av John Karlzén.